# Devsisters
Tập đoàn Devsisters (tiếng Hàn Quốc: 데브시스터즈 주식회사, tiếng Anh: Devsisters Corporation) (được cách điệu trên logo thành DEVSISTERS) là một công ty Hàn Quốc tập trung vào sản xuất và phát triển các ứng dụng giải trí và chơi game trên thiết bị di động, được thành lập vào năm 2007. Hiện tại, Devsisters được biết đến rộng rãi với tư cách là nhà phát triển Cookie Run, sử dụng các nền tảng nhắn tin tức thời phổ biến như KakaoTalk và LINE.

## Lịch sử

### Trước khi được thành lập: 2007–2009
Đồng sáng lập và đồng giám đốc điều hành của Devsisters Ji-hoon Lee đã thành lập công ty Extra Standard cùng với những người khác vào năm 2007 với mục tiêu phát triển phần mềm giáo dục giải trí. Tuy nhiên, do thiếu vốn nên công ty chủ yếu làm hợp đồng cho các doanh nghiệp lớn, và Lee quyết định từ bỏ lĩnh vực kinh doanh đó. Cho đến năm 2013, Devsisters được mô tả là một công ty khởi nghiệp được thành lập vào năm 2009, nhưng kể từ lúc công ty chuẩn bị ra mắt công chúng trên KOSDAQ, người ta xác định rằng Extra Standard đã được đổi tên thành Moblier Corp, và sau đó là Devsisters.

### Những năm đầu thành lập: 2009–2012
Hoạt động dưới tên Moblier bắt đầu vào ngày 2 tháng 1 năm 2009 và được lãnh đạo bởi Ji-hoon Lee (CEO), Se-joong Kim (COO) và Min-woo Ryu (CSO). Cái tên Dev Sisters (gồm hai từ) ban đầu được sử dụng làm tên thương hiệu trên các ứng dụng di động của công ty, cho đến khi nó được chính thức đổi tên thành Devsisters vào tháng 4 năm 2010.
Mobilier là một trong những công ty sớm nhất ở Hàn Quốc tiếp cận nền tảng App Store dành cho iPhone sau khi được giới thiệu vào tháng 7 năm 2008. Do iPhone không có sẵn ở Hàn Quốc vào thời điểm thành lập công ty và thể loại trò chơi không được giới thiệu trên App Store Hàn Quốc cho đến năm 2011, công ty ban đầu quyết định nhắm đến thị trường quốc tế.
Trong những ngày đầu thành lập, công ty cũng phát triển các ứng dụng tiện ích và giải trí trước khi chuyển trọng tâm sang sáng tạo trò chơi điện tử bởi sự thành công của tựa game trước đó OvenBreak, được tải xuống hơn 10 triệu lần và được xếp hạng là ứng dụng miễn phí phổ biến nhất trên App Store tại 20 quốc gia khác nhau vào năm 2011.
Đồng sáng lập và COO Sejoong Kim rời công ty vào tháng 1 năm 2010 để thành lập Jellybus, Minwoo Ryu sau đó cũng rời công ty vào tháng 5 năm 2012. Vào tháng 3 năm 2011, Jongheun Kim gia nhập công ty với tư cách đồng giám đốc điều hành.
Năm 2010, Devsisters nhận được khoản đầu tư đầu tiên trị giá 1 tỷ won Hàn Quốc từ Com2Us. Một khoản đầu tư khác sau đó trị giá 4 tỷ won được thực hiện bởi Soft Bank Ventures và MVP Capital vào tháng 6 năm 2011. Công ty bắt đầu phát triển nhanh chóng, từ 10 lên 52 nhân viên trong vòng một năm, và đến tháng 6 năm 2012, công ty có 64 nhân viên. Mặc dù đã được đầu tư và tăng cường nhân viên nhưng Devsisters không thể lặp lại thành công của OvenBreak trong khoảng thời gian từ năm 2010 đến 2012. The Bell đã lấy tên Devsisters làm ví dụ về một nhà phát triển trò chơi di động mà các khoản đầu tư không được đền đáp. Đến năm 2013, công ty được mô tả là một nhóm chỉ gồm 12 thành viên.

### Thời kìCookie Run: 2013–2015
Chỉ sau khi chuyển trọng tâm sang thị trường Hàn Quốc, Devsisters mới đạt được thành công lớn nhất với Cookie Run, một sự kế thừa tinh thần cho loạt game OvenBreak được phát hành vào ngày 2 tháng 4 năm 2013, thông qua ứng dụng nhắn tin Kakao Talk. Nó đã trở thành trò chơi có doanh thu cao nhất trên Google Play và trò chơi có doanh thu cao thứ 6 trên App Store vào tháng 5 năm đó, khiến Devsisters xếp thứ 10 trong số "Nhà xuất bản hàng đầu theo doanh thu trò chơi hàng tháng" trên toàn thế giới trên Google Play, theo thống kê bởi App Annie (nay là data.ai). Trong vòng 12 tuần, trò chơi đã được tải xuống 10 triệu lần và là trò chơi thứ bảy đạt được con số đó trên Kakao Game. Đến tháng 4 năm 2014, số lượt tải xuống đã tăng lên 20 triệu chỉ riêng tại Hàn Quốc. Với Cookie Run, Devsisters đã tạo ra doanh thu hàng năm là 61,7 tỷ won và lợi nhuận ròng là 22,3 tỷ won trong năm 2013.
Vào ngày 29 tháng 1 năm 2014, Tập đoàn LINE đã ra mắt Cookie Run trên toàn cầu (trừ Trung Quốc và Hàn Quốc), với các bản dịch sang tiếng Trung (Phồn thể), tiếng Anh, tiếng Nhật, tiếng Tây Ban Nha và tiếng Thái. LINE Cookie Run đã vượt con số 10 triệu lượt tải xuống trong vòng 30 ngày kể từ ngày phát hành, giành vị trí số 1 trong số các ứng dụng miễn phí trên App Store ở Campuchia, Hồng Kông, Indonesia, Nhật Bản, Lào, Macao, Singapore, Đài Loan và Thái Lan. Trò chơi đặc biệt thành công ở hai quốc gia sau cùng, nơi nó giữ vị trí dẫn đầu trong 13 ngày. Tính đến ngày 4 tháng 4 năm 2014, LINE Cookie Run đã vượt qua 20 triệu lượt tải xuống.
Ở thời kỳ đỉnh cao của sự phổ biến của trò chơi, cả hai phiên bản cộng lại đã tích lũy được khoảng 10 triệu người dùng hoạt động hàng ngày. Vào tháng 4 năm 2016, nhân dịp kỷ niệm ba năm trò chơi ra đời, Devsisters đã kỷ niệm 55 triệu lượt tải xuống tích lũy cho LINE Cookie Run và 26 triệu lượt tải xuống cho Cookie Run cho Kakao.
Devsisters cũng đã ký thỏa thuận với nhà phát hành Trung Quốc iDreamsky vào năm 2013. iDreamsky đã thông báo trò chơi sẽ được xuất bản tại Trung Quốc thông qua ứng dụng nhắn tin WeChat vào cuối năm 2014. Tuy nhiên, trong giai đoạn beta mở kéo dài một tháng bắt đầu vào tháng 12 năm 2014 với 16.000 người chơi, trò chơi đã không đáp ứng các yêu cầu do chủ sở hữu nền tảng Tencent đưa ra và do đó thỏa thuận đã bị hủy. Devsisters thông báo rằng họ sẽ chuyển nỗ lực sang các nền tảng khác và mở rộng sang thị trường Trung Quốc với phần tiếp theo sắp tới.
Nhờ sự thành công của Cookie Run, doanh thu hàng năm của Devsisters tăng từ 800 triệu Won Hàn Quốc vào năm 2011 lên thành 61,7 tỉ vào năm 2013.
Vào tháng 10 năm 2013, NHN Entertainment thông báo mua 22% cổ phần của Devsisters với giá 5,6 tỷ Won, 7,4% trong số đó được mua bởi nhà đầu tư trước đó Com2Us - trước đây đã sở hữu 14,8%. NHN Entertainment tuyên bố rằng họ mong đợi "sức mạnh tổng hợp tuyệt vời giữa hai công ty thông qua hoạt động tiếp thị hoặc phát triển chung". Mối quan hệ này đã dẫn đến việc NHN Entertainment xuất bản trò chơi giải đố Cookie Run Munjil Munjil, phiên bản đã đổi tên của Disney Tsum Tsum, vào ngày 27 tháng 5 năm 2014.
Vào ngày 21 tháng 9 năm 2014, Devsisters công bố chào bán lần đầu ra công chúng 2.700.000 cổ phiếu với giá 53.000 won mỗi cổ phiếu để giao dịch dưới ký hiệu "194480" trên thị trường chứng khoán KOSDAQ vào ngày 6 tháng 10. Vào tháng 5 năm 2015, công ty công bố thành lập công ty con của riêng mình, công ty đầu tư khởi nghiệp Devsisters Ventures.

### Sự phát triển tiếp theo: 2015–nay
Vào cuối năm 2014, một nhà phân tích của Yuanta Securities đã đề cập trong một đánh giá về Devsisters: "Có quá nhiều sự phụ thuộc vào một trò chơi duy nhất, đó là rủi ro lớn nhất đối với công ty". Đến năm 2015, mức độ phổ biến của Cookie Run bắt đầu sụt giảm, khiến doanh thu của Devsisters giảm xuống còn 19,5 tỷ Won Hàn Quốc trong năm đó. Vào tháng 4 năm 2015, Devsisters thông báo về việc phát triển phần tiếp theo, có tên dự kiến là Cookie Run 2, sẽ ra mắt toàn cầu vào nửa cuối năm đó. Sau đó, ngày phát hành dự kiến được nêu chính xác hơn là vào tháng 12. Một nhà nghiên cứu đã mô tả quá trình phát triển "chậm nhưng đi đúng hướng". Tuy nhiên, vào ngày 6 tháng 11, Devsisters thông báo rằng trò chơi đã bị hoãn.
Với tựa đề Cookie Run: OvenBreak, phần tiếp theo cuối cùng đã được ra mắt thử nghiệm trên Apple App Store và Google Play ở Canada, Úc, Hồng Kông, Philippines, Hà Lan và Thụy Điển vào ngày 27 tháng 9 năm 2016. Vào ngày 5 tháng 10, có thông báo rằng trò chơi sẽ được phát hành trên toàn cầu (ngoại trừ Trung Quốc) vào ngày 27 của tháng đó.
Đến ngày 14 tháng 4 năm 2017, Devsisters đã có bản hit không dựa trên Cookie Run đầu tiên được phát hành mang tên "Tape It Up!". Vào ngày 21 tháng 1 năm 2021, họ cũng phát hành trò chơi mô phỏng thành phố RPG Cookie Run: Kingdom - là phần phụ của loạt game chính, cũng là phần thành công nhất. Các bài đánh giá được đưa ra cực kỳ tích cực, từ 3,5/5 trên iOS đến 4,4/5 trên Android. Mức độ phổ biến thậm chí còn mở rộng sau khi có sự kết hợp với Sonic the Hedgehog vào ngày 17 tháng 9 nhân kỷ niệm 30 năm nhượng quyền thương mại.

## Giải thưởng và danh hiệu
- 2013 Korea Game Awards – Dàn nhân vật tốt nhất – Cookie Run[41]
- Korea Brand Power 2015 – Online Game – Hạng 3[42]
- Technology Fast 500 Asia Pacific (APAC) 2015 (Deloitte Touche Tohmatsu) – Thắng giải[43]

## Sản phẩm

### Trò chơi điện tử
| Tiêu đề                                                                               | Chi tiết |
| ------------------------------------------------------------------------------------- | --- |
| Obey! Ngày phát hành đầu tiên: 29 tháng 4 năm 2009                                    | Năm phát hành của hệ thống : iOS (2009) |
| Obey! Ngày phát hành đầu tiên: 29 tháng 4 năm 2009                                    | |
| iRodeo Ngày phát hành đầu tiên: 6 tháng 6 năm 2009                                    | Năm phát hành của hệ thống : iOS (2009) |
| iRodeo Ngày phát hành đầu tiên: 6 tháng 6 năm 2009                                    | Chú thích: Được xếp hạng trong top 10 App Store ở Ý, Đức, Pháp và Tây Ban Nha năm 2010 |
| OvenBreak Ngày phát hành đầu tiên: June 15, 2009                                      | Năm phát hành của hệ thống : iOS (2009) Android (2011) |
| OvenBreak Ngày phát hành đầu tiên: June 15, 2009                                      | Chú thích: Đã nhận được một số bản cập nhật lớn trong những năm 2009-2012 Ứng dụng miễn phí được tải xuống nhiều nhất ở 20 quốc gia, bao gồm cả Hoa Kỳ, trong năm 2011. Được tải xuống hơn 10 triệu lần vào năm 2011 và 20 triệu lần vào năm 2013 |
| Alice's Adventures: Rabbit Hole of Death Ngày phát hành đầu tiên: 29 tháng 9 năm 2009 | Năm phát hành của hệ thống : iOS (2009) |
| Alice's Adventures: Rabbit Hole of Death Ngày phát hành đầu tiên: 29 tháng 9 năm 2009 | Chú thích: Xếp hạng trò chơi trả phí phổ biến thứ ba tại Nhật Bản năm 2010. |
| Pandadog's Pizza Ngày phát hành đầu tiên: 19 tháng 12 năm 2009                        | Năm phát hành của hệ thống : iOS (2009) |
| Pandadog's Pizza Ngày phát hành đầu tiên: 19 tháng 12 năm 2009                        | Chú thích: Pandadog được cấp phép bởi Funnyeve |
| RunAway Ngày phát hành đầu tiên: 23 tháng 12 năm 2009                                 | Năm phát hành của hệ thống : Web (Nate Appstore, 2009) |
| RunAway Ngày phát hành đầu tiên: 23 tháng 12 năm 2009                                 | Chú thích: Trò chơi web xã hội 3D đầu tiên ở Hàn Quốc |
| Dark Shrine Ngày phát hành đầu tiên: 9 tháng 3 năm 2010                               | Năm phát hành của hệ thống : iOS (2010) |
| Dark Shrine Ngày phát hành đầu tiên: 9 tháng 3 năm 2010                               | Chú thích: Được sản xuất với sự hợp tác của Hotdog Studio |
| Burglar Buster Ngày phát hành đầu tiên: 18 tháng 5 năm 2010                           | Năm phát hành của hệ thống : iOS |
| Burglar Buster Ngày phát hành đầu tiên: 18 tháng 5 năm 2010                           | |
| Get THAT Mish! / Fishing for Mish Ngày phát hành đầu tiên: 22 tháng 3 năm 2012        | Năm phát hành của hệ thống : iOS (2012) |
| Get THAT Mish! / Fishing for Mish Ngày phát hành đầu tiên: 22 tháng 3 năm 2012        | |
| Oh! My Lord Ngày phát hành đầu tiên: 12 tháng 7 năm 2012                              | Năm phát hành của hệ thống : iOS (2012) |
| Oh! My Lord Ngày phát hành đầu tiên: 12 tháng 7 năm 2012                              | |
| OvenBreak 2 Ngày phát hành đầu tiên: 11 tháng 12 năm 2012                             | Năm phát hành của hệ thống : iOS (2012) |
| OvenBreak 2 Ngày phát hành đầu tiên: 11 tháng 12 năm 2012                             | Chú thích: Đã bị thông báo ngừng dịch vụ vào ngày 11 tháng 12 năm 2013 |
| Cookie Run Ngày phát hành đầu tiên: 2 tháng 4 năm 2013                                | Năm phát hành của hệ thống : iOS (2013), Android (2013) |
| Cookie Run Ngày phát hành đầu tiên: 2 tháng 4 năm 2013                                | Chú thích: Phiên bản quốc tế LINE Cookie Run do Line Corporation xuất bản vào ngày 29/01/2014 Được tải xuống hơn 87 triệu lần trên toàn cầu |
| Solitaire: Decked Out Ngày phát hành đầu tiên: 10 tháng 10 năm 2016                   | Năm phát hành của hệ thống : iOS (2016), Android (2016) |
| Solitaire: Decked Out Ngày phát hành đầu tiên: 10 tháng 10 năm 2016                   | |
| Cookie Run: OvenBreak Ngày phát hành đầu tiên: 27 tháng 10 năm 2016                   | Năm phát hành của hệ thống : iOS (2016), Android (2016) |
| Cookie Run: OvenBreak Ngày phát hành đầu tiên: 27 tháng 10 năm 2016                   | Chú thích: Ra mắt thử nghiệm tại Úc, Canada, Hồng Kông, Philippines, Hà Lan và Thụy Điển vào ngày 27 tháng 9 năm 2016 |
| Tape it Up! Ngày phát hành đầu tiên: 14 tháng 4 năm 2017                              | Năm phát hành của hệ thống : iOS (2017) |
| Tape it Up! Ngày phát hành đầu tiên: 14 tháng 4 năm 2017                              | |
| CookieWars Ngày phát hành đầu tiên: August 23, 2018                                   | Năm phát hành của hệ thống : iOS (2018), Android (2018) |
| CookieWars Ngày phát hành đầu tiên: August 23, 2018                                   | Chú thích: Ra mắt thử nghiệm tại Canada, Hồng Kông và Thái Lan vào ngày 26 tháng 7 năm 2018 |
| Hello! Brave Cookies Ngày phát hành đầu tiên: 2019                                    | Năm phát hành của hệ thống : 2019 |
| Hello! Brave Cookies Ngày phát hành đầu tiên: 2019                                    | |
| Cookie Run: Puzzle World Ngày phát hành đầu tiên: 16 tháng 1 năm 2020                 | Năm phát hành của hệ thống : iOS (2020), Android (2020) |
| Cookie Run: Puzzle World Ngày phát hành đầu tiên: 16 tháng 1 năm 2020                 | |
| Cookie Run: Kingdom Ngày phát hành đầu tiên: 21 tháng 1 năm 2021                      | Năm phát hành của hệ thống : iOS (2021), Android (2021) |
| Cookie Run: Kingdom Ngày phát hành đầu tiên: 21 tháng 1 năm 2021                      | |
| Brixity Ngày phát hành đầu tiên: Quý 4 năm 2021                                       | Năm phát hành của hệ thống : iOS (2021), Android (2021) |
| Brixity Ngày phát hành đầu tiên: Quý 4 năm 2021                                       | |

### Các ứng dụng khác
Bên cạnh trò chơi điện tử, Devsisters còn phát triển và xuất bản nhiều ứng dụng khác nhằm mục đích giải trí và tiện ích cho iOS App Store. Chúng bao gồm iFan (14 tháng 4 năm 2009), iWhack (14 tháng 4 năm 2009), Smart Timetable (15 tháng 6 năm 2009), Angelizer (1 tháng 10 năm 2009), Giffle (27 tháng 5 năm 2010), và Avatar World (4 tháng 2 năm 2011). Vào ngày 14 tháng 12 năm 2010, cũng có thông báo rằng Devsisters sẽ xuất bản ứng dụng âm nhạc xã hội Pokem dành cho máy tính bảng Galaxy của sinh viên KAIST Jeong-seok Lee, trên không gian thị trường ứng dụng Hàn Quốc.

## Các tranh cãi
Vào ngày 10 tháng 11 năm 2021, Devsisters đã công bố kế hoạch kết hợp các dịch vụ dựa trên mã thông báo không thể thay thế (NFT) vào các dự án tương lai của họ. Thông báo này đã bị người hâm mộ phản đối, những người thể hiện sự phản đối của họ đối với các kế hoạch chủ yếu là do tác động môi trường liên quan đến NFT và công nghệ blockchain. Nhiều người hâm mộ đã sử dụng hashtag #StopCookieRunNFTs để bày tỏ sự bất bình và hashtag đã trở thành xu hướng trên Twitter.
Vào ngày 15 tháng 11 năm 2021, Devsisters đưa ra một tuyên bố trên Twitter, nói rằng "[công ty] đánh giá cao các ý kiến" và rằng họ "sẽ xem xét mọi vấn đề mà cộng đồng nêu ra", tuyên bố rằng công ty sẽ không bao giờ "tham gia vào các hoạt động mà về cơ bản là đi ngược lại các giá trị của chúng tôi".